# Tresjuncos
Tresjuncos es un municipio español de la provincia de Cuenca, en la comunidad autónoma de Castilla-La Mancha. Tiene un área de 70,29 km² con una población de 278 habitantes (INE 2020) y una densidad de 3,95 hab/km².

## Geografía
Tresjuncos es un pueblo perteneciente a la provincia de Cuenca, situado en el suroeste de la misma, sus coordenadas GPS al centro del pueblo son: 39.700493, -2.754969, se encuentra limítrofe con otras localidades, al norte se encuentra Puebla de Almenara, aunque linda con Villarejo de Fuentes, ya que el término municipal de este se interpone, por el sur linda con Osa de la Vega, por el este linda con Fuentelespino de Haro,  y al oeste con Hontanaya, también a 18 kilómetros dirección sur está situado Belmonte, al cual nos conduce la carretera regional CM-3011 y 42 kilómetros al sur de Tarancón, al cual nos conduce en sentido opuesto de la carretera indicada, incorporándonos a la Autovía de Valencia (A-3) en Villarrubio o Saelices. Por Saelices y Carrascosa, se encuentra a 104 kilómetros de la capital conquense y por la Autovía A-3 a tan sólo 120 kilómetros de la capital de España. Cabe destacar que mucha población de Tresjuncos ha emigrado a Barcelona y también a Valencia que se encuentran a 600 y a 300 kilómetros aproximadamente.

## Demografía
Tresjuncos cuenta con una población de 262 habitantes (INE 2024).
| Gráfica de evolución demográfica de Tresjuncos entre 1842 y 2021                                                    |
| |
| Población de derecho según los censos de población del INE Población de hecho según los censos de población del INE |

## Historia
En la vega alta del Toconar se han encontrado restos de herramientas neolíticas y cerámicas campaniformes de tipo "dornajo". El cerro sobre el cual asienta está habitado al menos desde la Edad del Bronce. Ubicado en los confines de la Carpetania, junto a Celtiberia, fue dominado por los romanos durante las campañas de Gracco (179 a. C. ) Bajo la influencia de Segóbriga vivió una etapa de relativa prosperidad, durante la cual muy probablemente se erigieran los principales monumentos civiles del municipio (puentes sobre el Toconar y El Pilar). Fue paso obligado hacia Segóbriga desde el importante complejo minero de Lapis specularis de los actuales municipios de Osa y Belmonte. La esperanza de vida en época romana apenas superaba los 30 años, encontrándose la mayor parte de la población en condiciones de servidumbre o semiesclavitud.
En su término existió una importante villa romana (gran explotación agro-pecuaria) en la cual aparecieron suntuosos mosaicos, descubiertos a mediados del siglo XIX, expoliados y trasladados a residencias particulares pertenecientes a la oligarquía rural de la época. Durante la Edad Media, la basílica de dicha villa fue centro de culto cristiano, bajo la advocación de San Benito. La abadía de Tresjuncos estaba formada por más de 11 pueblos o curatos, extendiéndose desde San Blas de Albornoz (en Villarejo de Fuentes) hasta Las Mesas, y entre sus funciones se incluían aquellas relacionadas con el desarrollo y puesta en marcha de nuevos cultivos.
La población de Tresjuncos se mantuvo hasta la ocupación musulmana, abriéndose entonces un paréntesis histórico. El Cerro de La Atalaya sirvió de puesto de vigilancia y lugar de reunión para los cristianos de la comarca (mozárabes), durante el dominio árabe.
Reconquistado con Alarcón a finales del siglo XII fue aldea de esta villa hasta ser incorporado en el siglo XV al Marquesado de Villena, desplazándose su jurisdicción a Belmonte. El infante Don Juan Manuel, político, guerrero y escritor, hizo referencia a Tresjuncos en su Libro de la Caza, siendo su arroyo Toconar lugar ideal para cazar las garzas con halcón.
La Guerra Civil castellana que enfrentó a la nobleza, encabezada por Juan Pacheco, marqués de Villena, con la reina Isabel, tuvo repercusiones en Tresjuncos, en cuya plaza fueron ajusticiados dos partidarios de la Beltraneja, que supuestamente habían asesinado a dos partidarios de la reina vecinos de Villaescusa. La contienda frenó enormemente el desarrollo de la comarca, pues supuso una sangría de recursos humanos y económicos.
Tras las capitulaciones del marqués, numerosos vecinos de las aldeas de Belmonte, como lo eran Tresjuncos, Hontanaya, Osa, Monreal y Los Hinojosos del marquesado, se incorporaron a la conquista del reino nazarí de Granada. Se están investigando los posibles orígenes tresjunqueños de Diego García de Hinestrosa, personaje ligado al marqués, que pasó a ser contino de la reina Isabel, primer regidor de Málaga, y personaje clave en las negociaciones con Portugal.
El 5 de mayo de 1635, durante el reinado de Felipe IV, le fue concedido el privilegio de villa, logrando así la independiente de Belmonte.
A finales del siglo XVIII más del 70% del término eran montes de carrasca, roble (gallugar), y pino piñonero. Sólo se cultivaba la vega y las tierras ribereñas de algunos arroyos. En esta misma época, además de cereales, vid y olivo, se sembraban en abundancia alazor, garbanzos, almortas (titos) y azafrán. Predominaban las mulas, aunque había todavía bueyes para la labranza. El ganado era predominantemente ovino. Había más de 250 colmenas.
Fue patrona de la villa, la Virgen de la Atalaya, hasta el último tercio del siglo XIX. La guerra de independencia contra los franceses puso fin a la fiesta y la romería.
Tresjuncos vio nacer al bandolero "Urbano", y a su célebre hijo Pepe San Nicolás, que pusieron en jaque a la mismísima reina Isabel II a quien finalmente rindieron pleitesía. Para que cambiase su condición de bandolero, la reina Isabel II le arrendó las fincas de El Molinillo en La Almarcha y Villa Paz en Saelices (Cuenca). 

### sigloXX
A principios del siglo XX un vecino de Tresjuncos apodado el "Cepa", desapareció, dando lugar a uno de los errores más dramáticos de la historia judicial española, conocido como el "Crimen de Cuenca".
La Guerra Civil no produjo víctimas civiles en Tresjuncos, aunque sí militares en algunos frentes (Brunete, Teruel, etc.). La población se mantuvo en la retaguardia y gozó de relativa paz, ostentando el honor de ser el único pueblo de la Mancha Conquense que no sufrió asesinatos ni a lo largo de la guerra ni en la postguerra, merced a la heroica actuación de los vecinos, en particular el alcalde republicano primero y el franquista después. Los hechos ocurridos a lo largo del conflicto se reflejaron en el libro "La Paz de un pueblo en guerra", escrito por el periodista Javier Moral en 1986 y editado por la editorial "El Día de Cuenca". No obstante, el patrimonio artístico de la parroquia sí sufrió graves e irreparables daños.
Durante el franquismo, a pesar de las limitaciones de todo tipo, Tresjuncos tuvo una época dorada; la humilde belleza de su arquitectura recibió galardones. El fotógrafo local Domingo Sánchez, "Lunes", inmortalizó muchos eventos de la localidad, convirtiéndose algunas de sus fotos en verdaderos mitos locales.
A partir de los años 1960, la población sufrió un rápido descenso. En pocos años, más de la mitad de la población emigró al litoral industrial, especialmente a Cataluña, concretamente a la comarca del Bajo Llobregat.

## Administración
| Periodo   | Nombre                                                                                       | Partido                         |
| --------- | -------------------------------------------------------------------------------------------- | ------------------------------- |
| 1979-1983 | Luis Saavedra Villaescusa                                                                    | PSOE                            |
| 1983-1987 | Luis Saavedra Villaescusa                                                                    | Independiente                   |
| 1987-1991 | Eloy Sánchez Grimaldos                                                                       | CDS                             |
| 1991-1995 | Quinciano Sánchez Moya                                                                       | PP                              |
| 1995-1999 | José Antonio Vara Grimaldos                                                                  | PP                              |
| 1999-2003 | María Isabel García Pavo                                                                     | PSOE                            |
| 2003-2007 | Domicio Moya Vara (2003/2005) Ángel Moral López (2005/07)                                    | Unión por Tresjuncos (UPT) PP   |
| 2007-2011 | Faustino De La Torre Mora (2007/abril de 2010) Jorge González Melero (abril de 2010)         | PSOE (Independiente)            |
| 2011-2015 | Domingo Porras Moya (2011/2013) María Isabel Ramírez Sánchez (2013/2015)                     | Unión por Tresjuncos (UPT) PP   |
| 2015-2019 | Domicio Moya Vara (2015/Junio 2017) Esperanza Fernández Monreal (junio de 2017/mayo de 2019) | Unión por Tresjuncos (UPT) PSOE |
| 2019-2023 | María Isabel Ramírez Sánchez                                                                 | PP                              |
| 2023-act. | María Isabel Ramírez Sánchez                                                                 | PP                              |

## Monumentos
Nos encontramos con 
- El Pilar
- El Pozo de Liceras
- El Pozo Lairón. Es uno de los 100 topónimos Airón localizados hasta la fecha en España. Se halla a medio kilómetro de la población. Es un pozo de agua dulce que nunca se agota, de unos seis metros de profundidad. Tiene un brocal de arenisca. Su nombre arranca probablemente del neolítico y está relacionado con el dios Airón.
- El pozo de Triana
- El Pocillo
- La Ermita de la Atalaya (ruinas siglos XII y XIII)
- Iglesia de Santo Domingo de Silos (siglos XVI y XVIII)

## Fiestas Locales
A lo largo del año se suceden tres fiestas.
- La primera es la fiesta del Cristo del Pozo, el primer domingo de mayo.
- El 15 de mayo, San Isidro Labrador.
- La segunda es la fiesta de la Virgen de la Atalaya: último sábado de mayo. Esta Virgen fue durante siglos y hasta la usurpación francesa, la auténtica patrona de la villa. Rescatada del olvido en los años 90, ha pasado, a un tercer plano en el orden de devoción de los habitantes de Tresjuncos.
- Por último encontramos las fiestas más destacables, las Fiestas patronales: 7 agosto (San Cayetano). Fiestas en honor a San Cayetano.

## Costumbres
- El Jueves Lardero (del latín "lardum": tocino) da comienzo a la Cuaresma, de ahí su nombre: consistía en hacer hambre caminando para después darse un atracón de carne, chorizos, tocino, etc, antes del periodo de privación. En todo Jueves Lardero que se precie no pueden faltar las "hojuelas" (llamadas "tortas" en otros lares manchegos) para merendar, que algunos acompañaban con chocolate. Precede o se asocia con el Carnaval, fiesta que también se relaciona con los excesos previos a la Cuaresma.
- Aunque no parece remontarse mucho más allá de mediados del siglo XIX, La danza es uno de los principales valores etnográficos de Tresjuncos. Sobria, pero no carente de vistosidad; ruda y agraria, pero a la vez refinada y pulcra. Bailes como El Arado, Las Cintas, Jotas, etc, resumen el ser y el sentir del espíritu castellano-manchego.
- Los Mayos, tiene un origen remoto y esconden una celebración pagana. Son característicos de regiones del interior en las que la primavera llega tarde. Representan el culto a la primavera; a la fertilidad y fecundidad de los campos y las mujeres tresjunqueñas. Son un canto a la belleza natural y a la explosión de la vida.
- Las Luminarias o también iluminarias (término aceptado por la RAE, pero cuya definición no corresponde al 100% con el significado de este acto), son hogueras de invierno que simbolizan el fin del ciclo agrario y el comienzo del nuevo ciclo del cereal. Significan la renovación, la eliminación del desecho, la pureza. Para la Purísima el que no había sembrado el cereal, ya estaba a punto de terminar.
- La Matanza no difiere mucho de las modalidades descritas para el resto de España. Tan solo decir que antiguamente, en algunas casas, el gorrino se chuscarraba quemando aliagas. Los perniles de antaño eran adobados con pimentón, curados en la cámara (invierno) y conservados en cueva (verano).

## Economía
En el pueblo hay un ligero desarrollo de la caza sobre todo de tipo menor de perdices, conejos, liebres, y en menor medida, codornices, tórtolas, palomas torcaces y gorriones. Aunque ya es mucho menos presente también se desarrolla la caza mayor con algún que otro jabalí. Especial relevancia tienen las aves esteparias: avutarda, sisón, chorlito (alcaraván), calandria, chirlero, cogujadas, aguilucho cenizo, cernícalo, etc. 
Respecto la Flora destacan la carrasca, maraña, aladierno, espino, enebro, romero, aliaga, romerina, esparto, tomillo, espliego, salvia y malas hierbas. Algún roble (quejigo), jazmín, efedra y sabina. Las antaño extensas y frondosas olmedas han desaparecido; quedan algunos chopos.

## Deporte
Las instalaciones deportivas son aceptables, y son habituales en cualquier pueblo de la comarca: circuito de moto-cross, piscina, polideportivo. Caminos en buen estado para bicicleta de montaña muy cerca, en Osa de la Vega.

## Hechos notables
En 1910, junto con otros lugares de la zona, principalmente Osa de la Vega, ocurrieron los hechos del llamado «crimen de Cuenca», que Pilar Miró llevó al cine en 1979 con la película El crimen de Cuenca.
Tresjuncos fue el único pueblo de La Mancha conquense que no sufrió ninguna víctima civil durante la guerra civil española y la posguerra merced a la labor heroica de sus vecinos y la acusada personalidad de dos alcaldes, uno socialista durante la guerra y otro de derechas, durante el franquismo, así como la actitud del Secretario del pueblo, un anarquista, durante la guerra y al cura del pueblo, durante el franquismo. Estos hechos se reflejaron en el libro "La Paz de un pueblo en guerra" escrito por el periodista Javier Moral.

## Alrededores
De los Alrededores destacan: Belmonte (Castillo, Colegiata y Palacio del Infante D. J. Manuel), Villaescusa de Haro (Capilla de la Asunción, Convento, Palacio Ramírez), Osa de la Vega (Minas romanas en Las Horadás), Puebla de Almenara (Castillo de Puebla de Almenara), Saelices (ruinas romanas de Segóbriga), Almonacid del Marquesado(La Endiablada), Laguna del Hito y Montalbo (invierno), Uclés (Monasterio de la Orden de Santiago, Castillo, Fuente).